# Pompoko
Pompoko (japanska: 平成狸合戦ぽんぽこ?, Heisei tanuki gassen ponpoko) är en japansk animerad film från 1994. Den är en fantasyfilm med mårdhundar i huvudrollerna och presenterar dessa utifrån ett antal japanska mytologiska föreställningar (se tanuki). Filmen regisserades av Isao Takahata och producerades på Studio Ghibli.
Filmen hade japansk och asiatisk premiär den 16 juli 1994. och visades kommande år vid Annecys internationella festival för animerad film, där den fick motta kritikerpriset. 11 augusti 2010 presenterades den på svensk DVD.

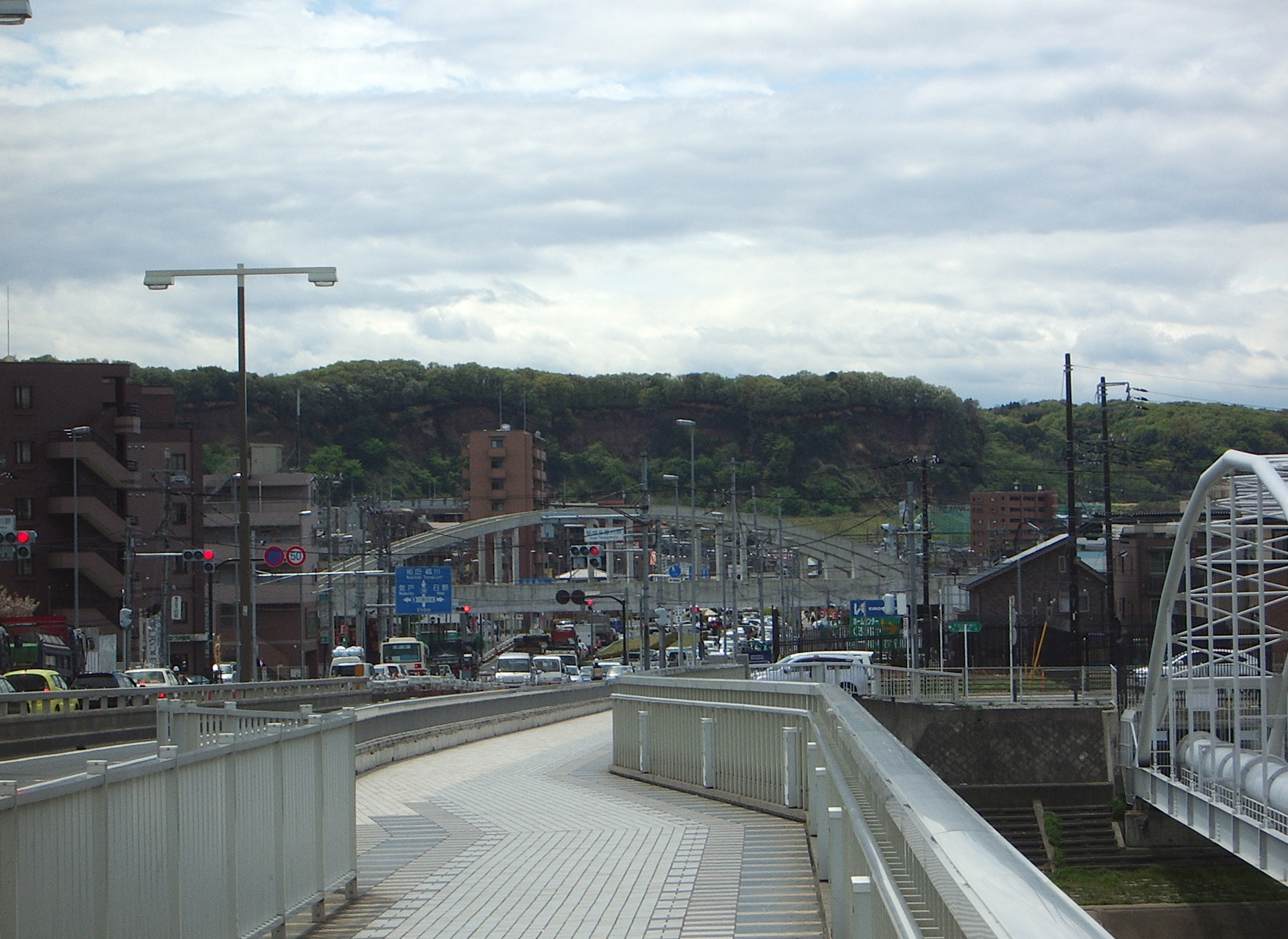
Tamabergen i västra Tokyoområdet var länge ren landsbygd med skogklädda kullar. Under 1960-talet började storstaden växa in i området, där mårdhundar och andra djur fick lov att anpassa sig, dö ut eller slå tillbaka. Det är det senare som mårdhundarna i Isao Takahatas film försöker sig på.

| Tama New Town blev bebyggt under slutet av 1900-talet. Här är foton på delar av området 1979 (vänster) och 1989 (höger). 1995 års Om du lyssnar noga utspelas i ett bebyggt Tama New Town. |  | Tama New Town blev bebyggt under slutet av 1900-talet. Här är foton på delar av området 1979 (vänster) och 1989 (höger). 1995 års Om du lyssnar noga utspelas i ett bebyggt Tama New Town. |
| Tama New Town blev bebyggt under slutet av 1900-talet. Här är foton på delar av området 1979 (vänster) och 1989 (höger). 1995 års Om du lyssnar noga utspelas i ett bebyggt Tama New Town. |  | |

## Handling
Under 1960-talet upplevde Japan en stark ekonomisk tillväxt. Städerna växte, bostadsbristen ökade, och stora program för bostadsbyggande drogs igång (jämför med Sveriges miljonprogram). Ett av områdena som på kort tid omvandlades från landsbygd till stad låg vid Tamabergen, väster om Tokyo.

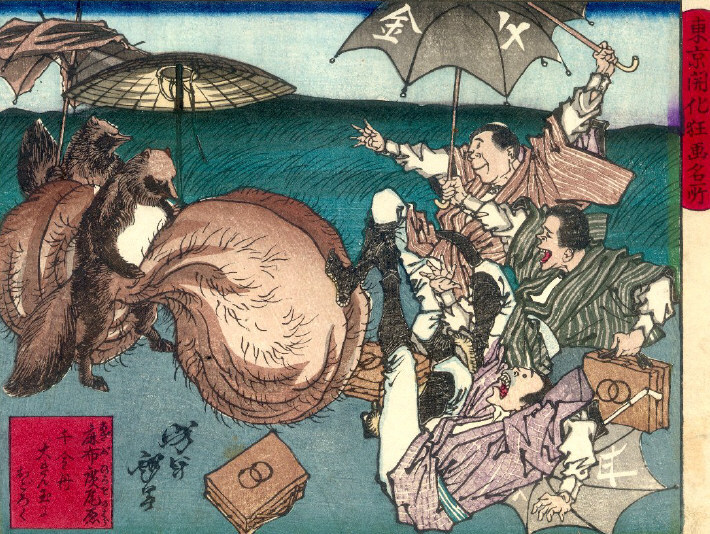
Mårdhundarna i japansk folklore – tanuki – har en del egna kampmetoder. Metoden på bilden (ett träsnitt från 1881) praktiseras också i filmen Pompoko.

Filmen utspelas i Tama-området, ett av skogsområdena runt Tokyo som bland annat befolkas av mårdhundar – tanuki på japanska. Dessa vilda hundar tar sig i filmen för att – med sina egna medel – försöka stoppa människans framfart i deras skog.

## Rollfigurer och röster
- berättaren – Kokontei Shinchou
- Shōkichi – Makoto Nonomura
- Seizaemon – Norihei Miki
- Oroku – Nijiko Kiyokawa
- Gonta – Shigeru Izumiya
- Inugami Gyobu – Gannosuke Ashiya
- Bunta – Takehiro Murata
- Kincho Daimyōjin Den Sjätte – Beichō Katsura
- Yashimano Hage – Bunshi Katsura
- abboten Tsurugame – Kosan Yanagiya
- Tamasaburo – Akira Kamiya
- Wonderland-ordföranden – Takehiro Murata
- Osho –
- Kiyo – Yuriko Ishida
- Hayashi – Osamu Katou
- Ponkichi – Shōzō Hayashiya
- Ryutaro – Akira Fukuzawa
- Sasuke – Megumi Hayashibara
- Koharu – Yorie Yamashita
- Otama – Yumi Kuroda
- reportern –
- nyhetsuppläsaren –

## Produktion

### Produktionsfakta
- Originaltitel – 平成狸合戦ぽんぽこ (Heisei tanuki gassen ponpoko)
- Svensk titel – Pompoko
- Regissör – Isao Takahata
- Manus – Isao Takahata, efter en originalidé av Hayao Miyazaki
- Animationsledare – Shinji Otsuka, Megumi Kagawa
- Bakgrunder – Kazuo Oga
- Datorbilder – Yoshinori Sugano
- Musik – Shang Shang Typhoon
- Ljud – Yasuo Urakami
- Speltid – 119 minuter
- Producent – Tokuma Shoten, NTV, Hakuhōdo, Studio Ghibli
- Exekutiv producent – Hayao Miyazaki
- Premiär – 16 juli 1994 (Japan)

### Titeln
Filmens japanska titel (japanska: 平成狸合戦ぽんぽこ, Heisei tanuki gassen ponpoko?) betyder "Heisei-periodens mårdhundskrig pompoko". Titeln refererar till att mårdhundarnas kamp för sitt livsrum är en modern kamp. Den japanska periodindelningen efter kejsare görs också i någon mån narr av i filmen, där berättaren i inledningen deklamerar "I Pompokos 31:a år…"

### Tre animeringsstilar
Mårdhundarna animerades till filmen på tre olika sätt. Dels är det enligt den "normala" Studio Ghibli-stilen, med antropomorfiserade djurgestalter typ figurerna i filmer av Hayao Miyazaki (filmens medproducent). I avsnitt som ska beskriva mårdhundarnas liv ur som biologiska varelser (inklusive deras förkärlek för persimoner) eller när de betraktas ur människors synvinkel, tecknas djuren dock närmast fotorealistiskt. I scener där de olika rollfigurerna framställs (extra) humoristiskt, tecknas dessa ofta istället som förenklade chibi-figurer.

## Mottagande och utmärkelser
Pompoko var under 1994 den mest framgångsrika japanska filmen på hemmamarknaden, med en sammanlagd biljettförsäljning på 2,63 miljarder yen. Den utsågs till Japans bidrag till kategorin Bästa utländska film vid 1995 års Oscar-utdelning.
- 1995 - Cristal du Long Métrage ('Långfilmskristallen') vid Annecys internationella festival för animerad film